# Club Bàsquet CIBES
El Club Bàsquet CIBES (CB CIBES) va ser un club de basquetbol femení de Barcelona, fundat l'any 1972. Format per jugadores dels equips escolars de Casp, Immaculada, Betània-Patmos i Esclaves. L'equip júnior va ser subcampió d'Espanya. L'equip sènior va jugar a segona divisió estatal durant la dècada dels setanta i va aconseguir l'ascens a primera divisió l'any 1981, i jugant també la final de la Lliga Catalana. A meitat de temporada van aconseguir el patrocini de l'empresa filatèlica NIFSA, i l'equip finalitzà en quarta posició la temporada 1981-82. En finalitzar la temporada, el club va perdre el seu patrocini i la seva plaça va ser substituïda pel Club Bàsquet Betània-Patmos.